# 부천역곡초등학교
부천역곡초등학교는 대한민국 경기도 부천시 원미구에 위치한 공립 초등학교이다.2019 5학년 8자 마라톤 1위

## 학교 연혁
- 1994. 08. 20 부천역곡초등학교 설립인가
- 1996. 09. 01 제1대 이경준 교장 부임
- 1996. 09. 02 개교 (16학급)
- 1997. 03. 01 20학급 편성
- 1998. 02. 27 제1회 졸업(73명)
- 1998. 03. 01 23학급 편성
- 1999. 08. 26 이경준 교장 퇴임식
- 1999. 09. 01 제2대 조성구 교장 부임
- 2000. 02. 15 제3회 졸업(137명)
- 2000. 03. 01 28학급 편성(특수학급 1포함)
- 2001. 02. 15 제4회 졸업(151명)
- 2001. 03. 01 29학급 편성
- 2002. 02. 12 제5회 졸업(160명)
- 2002. 03. 01 30학급 편성
- 2003. 02. 18 제6회 졸업(160명)
- 2003. 03. 01 29학급 편성
- 2004. 02. 13 제7회 졸업(189명)
- 2004. 03. 01 28학급 편성
- 2005. 03. 01 제3대 김명석 교장 부임
- 2005. 03. 01 27학급 편성
- 2006. 03. 01 25학급 편성
- 2007. 02. 12 제10회 졸업(187명)
- 2007. 03. 01 25학급 편성
- 2008. 03. 01 24학급 편성
- 2009. 03. 01 제3대 정병진 교장 부임
- 2009. 03. 01 23학급 편성
- 2010. 03. 01 25학급 편성
- 2011. 02. 16 제14회 졸업(138명)
- 2011. 03. 01 25학급 편성
- 2012. 02. 24 제15회 졸업(149명)
- 2012. 03. 01 25학급 편성
- 2012. 09. 01 제5대 민완기 교장 부임
- 2013. 02. 00 제16회 졸업 (161명, 총731명)
- 2013. 03. 01 25학급 편성
- 2014. 02. 14 제17회 졸업 (106명)
- 2014. 03. 03 26(1) 학급 인가
- 2014. 02. 13 제18회 졸업
- 2015. 03. 01 26학급 편성
- 2015. 03. 01 제6대 주연종 교장 부임

## 역대 교장
| 대수 | 임기                           | 이름   |
| ---- | ------------------------------ | ------ |
| 1대  | 1996년 9월 1일~1999년          | 이경주 |
| 2대  | 1999년~2005년                  | 조성구 |
| 3대  | 2005년~2008년 2월 28일         | 김명석 |
| 4대  | 2008년 3월 1일~2012년 8월 30일 | 정병진 |
| 5대  | 2012년 9월 1일~2015년 2월 28일 | 민완기 |
| 6대  | 2015년 3월 1일~                | 주연종 |

## 참고 자료
- 부천역곡초등학교 - 한국교육학술정보원 학교알리미